# 더 나인 라이브즈 오브 클로이 킹
《더 나인 라이브즈 오브 클로이 킹》(영어: The Nine Lives of Chloe King)은 2011년 ABC 패밀리에서 방영된 미국의 초자연 드라마 텔레비전 시리즈이다.

## 개요
10대 소녀 클로이 킹은 16번째 생일날 자신이 신비한 고양이의 힘을 지닌 고대 종족의 후손이라는 사실을 알게 된다. 덕분에 클로이는 청각, 속도, 근력, 야간 시력 등이 증진되고 고양이처럼 발톱이 길게 늘어나는가 하면 고양이는 목숨이 9개 있다는 영어 속담대로 9개의 생명을 지니게 된다. 그로부터 클로이는 종족을 인간 사냥꾼들로부터 보호하는 전사로 거듭난다.

## 출연진
메인
- 스카일러 새뮤얼스 - 클로이 킹 역
- 벤저민 스톤 - 앨릭 퍼트로프 역
- 에이미 피츠 - 메러디스 킹 역
- 그레이스 핍스 - 에이미 역
- 이기홍 - 폴 역
- 얼리사 디애즈 - 재스민 역
- 그레이 데이먼 - 브라이언 레자 역